# Branko Blažina
Branko Blažina (Kraljevica, 29. srpnja 1916. – Crikvenica, 30. srpnja 1998.), hrvatski snimatelj. 

## Životopis
U djetinjstvu i mladosti bavi se fotografijom u Crikvenici. Bio je dopisnik Filmskih novosti za Hrvatsku (1948. do 1950.) Na filmu radi od 1943. Također je bio snimatelj u mnogim dokumentarnim filmovima.

## Nagrade i priznanja
- Orden rada (1950.)
- Orden republike s brončanim vijencem (1966.)
- Nagrada Vladimir Nazor za životno djelo (1975.)[1]
- Povelja Milton Manaki (1980.)

## Igrani filmovi
- 1948. Sofka
- 1953. Kameni horizonti
- 1955. Milioni na otoku
- 1956. Ne okreći se, sine
- 1957. Cesta duga godinu dana (La strada lunga un anno)
- 1957. Samo ljudi
- 1959. Tri Ane
- 1961. Martin u oblacima
- 1961. Pustolov pred vratima
- 1962. Prekobrojna
- 1963. Opasni put
- 1963. Licem u lice
- 1964. Nikoletina Bursać
- 1965. Doći i ostati
- 1973. Kužiš stari moj (Zlatna arena na pulskom festivalu.)
- 1975. Zimovanje u Jakobsfeldu
- 1975. Seljačka buna (Zlatna arena na pulskom festivalu.)
- 1976. Noćna skela
- 1977. Ne naginji se van
- 1977. Zašto je pile žuto a koka nije
- 1978. Boško Buha
- 1981. Visoki napon
- 1982. Servantes iz Malog Mista

## TV Serije
- 1969. Naše malo misto
- 1976. Salaš u Malom ritu

## Dokumentarni filmovi
- 1942. Straža na Drini
- 1946. Aeroming modelara i jedriličara Jugoslavije
- 1946. Predizborni zborovi
- 1946. Pregled
- 1946. Proslava dana žetve
- 1946. Rijeka u obnovi
- 1946. Maršal Tito u Hrvatskoj
- 1946. Proslava 1. Maja 1946
- 1946. Dan Tehnike i sporta
- 1946. Fiskultura i sport
- 1946. Maršal Tito u Hrvatskoj
- 1946. Međugradsko takmičenje
- 1946. Obnova Sela Vrhovci
- 1946. Zagrebačka pijaca
- 1946. Suđenje ustaško-križarskim teroristima
- 1946. Tito u Hrvatskoj 1945-46
- 1947. Autoradionica Hrvatske
- 1947. Brodogradilište u Lošinju
- 1947. Nova mladost
- 1947. Po primjeru zidara Turčića
- 1947. Deveti Maj
- 1947. Državno prvenstvo u plivanja
- 1947 Industrija drvene građe
- 1947. Dvadeset sedmi juli
- 1947. Nautička škola u Bakru
- 1948. Kultura
- 1950. Preobražaj jednog kraja
- 1951. Uzbuna
- 1953. Od vune do odijela
- 1953. Rab
- 1953. Ujedinjenim sinovima i kčerima s otoka Krka u USA
- 1953. Zlatni otok
- 1954. Bijela stihija
- 1954. Čelična Karika
- 1954. Jedan dan u Crikvenici
- 1954. Od Murske do Osijeka
- 1955. Doviđenja Krapino
- 1955. Krka
- 1954. Tamo, kraj opasne rijeke
- 1957. Gvozdena vrata- Đerdap
- 1960. Savska cesta br. 60
- 1961. Ljudi iz željezare
- 1961. Novi zvuk
- 1962. Zagrebačke paralele
- 1966. Jasenovac
- 1966. Poziv na putovanje
- 1966. Sajmište
- 1957. Gvozdena vrata
- 1957. Moreška
- 1967. Proslava
- 1968. Dvadeset pet tisuća petsto pedeset dana građanina zgubidana
- 1968. Ferije
- 1969. Kazalište narodnog oslobođenja
- 1969. Smisao prostora
- 1968. Heroj u starom željezu
- 1970. Puljske usporedbe
- 1970. Puljski puti
- 1970. Rovinj naš današnji
- 1971. Najbolji na svitu
- 1973. Bijela stihija
- 1975. Požar
- 1976. Muzika u Grožnjanu
- 1977. Uzbuna
- 1977. Uzlet
- 1978. Biološko oružje
- 1978. Samoupravljnje
- 1980. Odmor u Hrvatskoj
- 1978. Drvo života
- 1979. Anno domini 1573
- 1980 Titovi memoari
- Vino i pjesma
- Brela

## Vanjske poveznice
- Branko Blažina, Imdb